# Ramón Massó Tarruella
Ramón Massó Tarruella (1928 - 14 de noviembre de 2017) fue un experto en medios y comunicación español y expolítico carlista, además de «asesor de varios políticos catalanes, entre ellos Jordi Pujol».

## Biografía

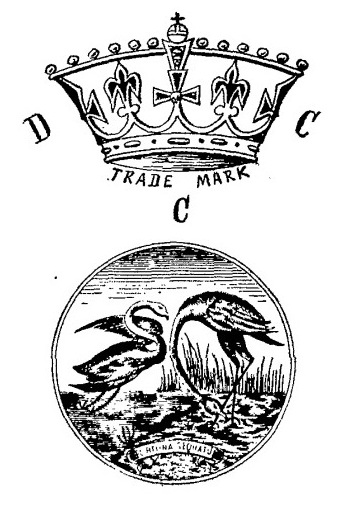
marca Massó

Ramón Massó Tarruella nació en el seno de una familia burguesa catalana consolidada, muy ramificada y acomodada. Su abuelo, Ramón Massó Marcer, era originario del pequeño pueblo marinero de San Pedro de Ribas. En 1885, en plena expansión de la confección catalana, se traslada a Barcelona para montar su propio negocio; fundó una empresa especializada en tintes para la industria textil (su primo, Ramón Oliveras Massó, se hizo académico y enseñó química en la Escuela de Ingenieros Industriales de Barcelona hasta 1936). Su hijo, Juan Massó Soler, entró en el negocio familiar en 1912 y lo convirtió en una exitosa empresa química. Miembro de numerosas instituciones mercantiles y comerciales catalanas, se casó con Nuria Tarruella Riu.
La pareja tuvo 8 hijos, 3 varones (José Luis, Ramón, Juan Antonio) y 5 hijas (Montserrat, Isabel, María Amelia, Pilar y Nuria), todos criados en un ambiente profundamente católico y tradicional. En la década de los 50 José Luis y Juan Antonio se involucran en la empresa familiar y más tarde la convierten en Comercial Química Massó Sociedad Anónima, que se expande a nuevos sectores de mercado y permanece activa hasta la actualidad. A principios de la década de 1960 Juan Antonio dejó la empresa familiar y comenzó a estudiar derecho canónico, ordenándose sacerdote en 1965; después de su traslado a Australia, más tarde se convirtió en jefe (vicario regional) del Opus Dei allí, cargo que ocupó hasta su muerte.
De niño, Ramón junto con su familia huyeron de Barcelona, ciudad que cayó bajo el control anarquista durante los primeros meses de la Guerra Civil. La familia se instaló en San Sebastián en la zona nacionalista. Los chicos Massó se unieron a Pelayos, la organización carlista para niños mayores animada principalmente por los emigrados catalanes, pero terminaron su compromiso tras la fusión de las organizaciones juveniles carlista y falangista; De niño, Massó participó en las manifestaciones contra la unificación de 1937, gritando supuestamente "muerte a Franco" y "muerte a Falange". Tras el fin de las hostilidades, la familia regresó a Barcelona, donde Ramón, junto con sus hermanos, se convirtió en miembro adolescente del Opus Dei catalán.
A finales de la década de 1940 Massó se trasladó a Madrid estudiando Filosofía y Letras para licenciarse en Filosofía (posteriormente también se convirtió en Técnico en Publicidad). Durante sus años universitarios se unió a la Agrupación de Estudiantes Tradicionalistas, una organización estudiantil carlista técnicamente ilegal aunque tolerada. Enfurecido por la creciente marginación del carlismo dentro del ámbito político del régimen, desarrolló sus sentimientos infantiles antifalangistas en una firme perspectiva antifranquista. Comprometido en campañas de panfletos y escaramuzas contra la organización oficial del SEU, en 1954 Massó (recomendado por el líder político carlista Manuel Fal Conde) ascendió al cargo de Delegado Nacional de la AET.

## Aspirante a carlista

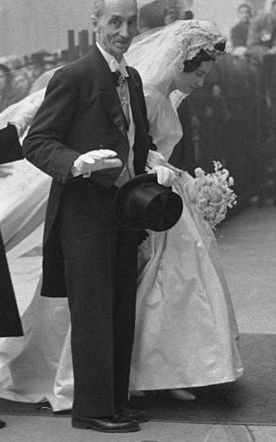
Don Javier, 1960

Massó estaba cada vez más decepcionado por la atmósfera somnolienta que se percibía en los círculos del movimiento, con la generación anterior atrapada en los recuerdos de los lejanos días de gloria. Los intentos semiclandestinos altamente emocionales de 1956 para disuadir al pretendiente carlista de una supuesta unión dinástica con los alfonsinos e inspirarlo hacia una política decisiva resultaron infructuosos. Los aetistas dirigidos por Massó, molestos con el tímido don Javier, decidieron centrarse en su hijo mayor Carlos Hugo, con quien el grupo coincidió durante su breve estancia en Madrid camino de Portugal en 1955.
Carlos Hugo, por entonces ciudadano francés doctorado en economía en la Universidad de Oxford, se volcó en la política española de la mano de Massó y su equipo. Después de pasar medio año tranquilamente en Bilbao mejorando su castellano y aprendiendo política española (su principal tutor Massó acababa de comenzar a enseñar en el Colegio Gaztelueta), el príncipe hizo su debut público durante la asamblea carlista anual en Montejurra en mayo de 1957. La entrada, repetidamente ensayada, meticulosamente planificada y preacordada con la dirección carlista, resultó ser una obra maestra de aparición pública. La inesperada presentación del príncipe generó un entusiasmo explosivo en la multitud, excitada por la juventud, el optimismo y la firmeza regia del orador (aunque la conferencia contenía solo una referencia a Dios e incluía frases que sonaban como una oferta a Franco). Massó y su equipo se aseguraron de que La Proclama de Montejurra se propagara en los círculos carlistas de toda España. En 1958, el discurso de Carlos Hugo, nuevamente cuidadosamente elaborado por el príncipe, Massó y el equipo, pedía un cambio profundo, ponía los problemas sociales en primer plano y contenía una referencia positiva a Franco. Durante los años siguientes, la afluencia vertiginosa de Montejurra lo transformó de un Vía Crucis local con sabor carlista a la mayor afluencia de público (salvo las reuniones oficiales, religiosas y futbolísticas) de la España franquista.

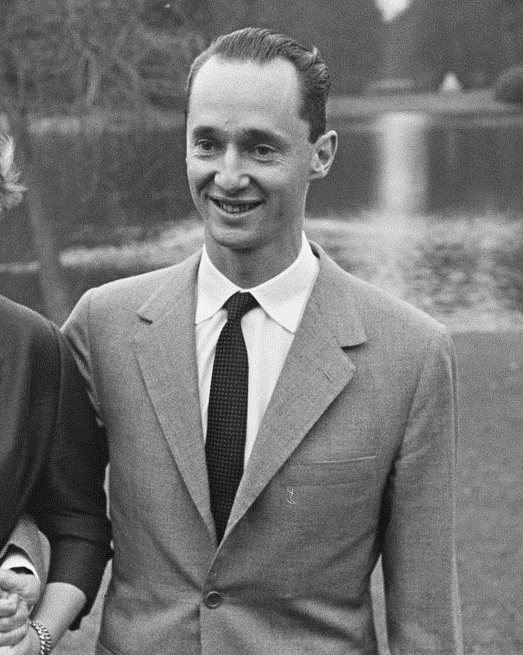
Carlos Hugo, 1964

El surgimiento de Carlos Hugo y los hugocarlistas coincidió con el cambio general en la estrategia carlista hacia el franquismo; en 1955, el intransigente Fal Conde fue reemplazado como líder del movimiento por un órgano de gobierno colectivo, que inició una nueva política de colaboración. Tácticamente Massó también optó por una colaboración limitada con el franquismo (que le costó el liderazgo de la AET en 1957), juzgando que ganar espacio para la acción es vital para sus objetivos posteriores. Sin embargo, mientras que el nuevo líder carlista José María Valiente esperaba sinceramente algún tipo de asociación prudente entre el franquismo y el carlismo, Massó pretendía desmantelar el régimen desde dentro. Además, mientras Valiente se orientaba hacia el ejército y la burocracia, los hugocarlistas se acercaban al sector de la falange sindicalista dura, promoviendo igualmente el nuevo orden social y desdeñando el capitalismo codicioso.
El enfoque de colaboración pareció funcionar: a principios de la década de 1960, los carlistas obtuvieron algunas concesiones organizativas y de medios. Los hugocarlistas fueron los que más se beneficiaron, abriendo una serie de nuevos periódicos convertidos en sus tribunas ideológicas (principalmente Azada y asta y Montejurra ), dinamizando la cadena de Círculos Culturales Vázquez de Mella y lanzando su propia organización obrera, MOT, convirtiéndose todos ellos más tarde canales de difusión de su visión política.

## Protagonista carlista

el estandarte carlista

Cuando Carlos Hugo se mudó a Madrid, organizó a los jóvenes colaboradores, apodados camarilla y encabezados por Massó, en su Secretaría Política. La asociación de los líderes viejos y jóvenes parecía fluida, aunque algunos de los primeros comenzaron a sospechar que los segundos tenían ideas peligrosamente izquierdistas. Respaldados por el anciano reclamante, los hugocarlistas asumieron más poderes a medida que la recién establecida Junta de Gobierno diluía la autoridad de Valiente. Massó superó al principal oponente, José Luis Zamanillo, lo marginó en 1962-1963 y finalmente lo expulsó a principios de 1964. A partir de este momento los hugocarlistas expusieron más abiertamente su visión del carlismo; el mismo año publicaron Esquema doctrinal, una conferencia que evitaba el desafío abierto al franquismo y presentaba una organización política corporativa monárquica combinada con principios anticapitalistas y democráticos. Durante el Montejurra de 1965, los hugocarlistas elogiaron el socialismo e incluso el marxismo a niveles sin precedentes.
No está claro si Massó pretendía instaurar la dinastía carlista mediante nuevas movilizaciones sociales o pretendía promover una transformación profunda utilizando a Carlos Hugo como agente de cambio; de todos modos, los dos hilos se entrelazaron. El objetivo político inmediato de Massó era impedir la restauración alfonsina. Los jóvenes carlistas persiguieron al niño juanista, boicoteando o mofando a Juan Carlos; humillaron públicamente al príncipe real ya su esposa varias veces. Al mismo tiempo, Massó diseñó una campaña para promocionar a Carlos Hugo en todo el país. La operación reveló mucha comprensión del papel de los medios en la sociedad de consumo, ya que explotó hilos sensacionalistas comunes y siguió alimentando a la prensa con nuevas primicias (el príncipe como minero en Asturias, en un curso de paracaidismo, en los Sanfermines) y aprovechando encantos. y juventud de las tres hermanas del príncipe. Los esfuerzos resultaron bastante exitosos, ya que en los medios fuertemente censurados, Borbon-Parmas obtuvo una especie de reconocimiento positivo a nivel nacional.
La mayor primicia llegó en 1964, cuando Carlos Hugo se casó con la princesa Irene de Holanda. En este punto, sin embargo, se ordenó firmemente a la máquina de propaganda del régimen que retrocediera. Franco, aunque personalmente encantado de que la familia real holandesa (uno de los críticos más duros de su régimen) fuera humillado públicamente por un aspirante real español, estaba cada vez más ansioso de que la popularidad de Carlos Hugo lo acorralara cuando se trata de una decisión dinástica ineludible. A pesar de la amplia cobertura televisiva en toda Europa occidental, los medios españoles restaron importancia al evento, que marcó límites estrictos a la estrategia de Massó y lo decepcionó amargamente.
A mediados de la década de 1960 Massó se dio cuenta de que su estrategia había fracasado; además, se dio cuenta de que la fraseología izquierdista (con los tópicos más prominentes de socialismo y autogestión) había dividido y debilitado al carlismo. En 1965 se desvinculó de Carlos Hugo al trasladarse de Madrid a Pamplona, donde comenzó a ejercer la docencia en la universidad del Opus Dei. A medida que aumentaba la oposición contra su influencia desde el campo tradicionalista ortodoxo de Valiente y desde el grupo militantemente izquierdista de José de Zavala, en 1966 Massó cesó como titular de la Secretaría de Política; en 1967 él y algunos de sus colaboradores presentaron sus renuncias y se retiraron de la política. Permaneció vagamente relacionado con el carlismo, por ejemplo, poco antes de morir participando en una conferencia histórica,

## Experto en medios y académico

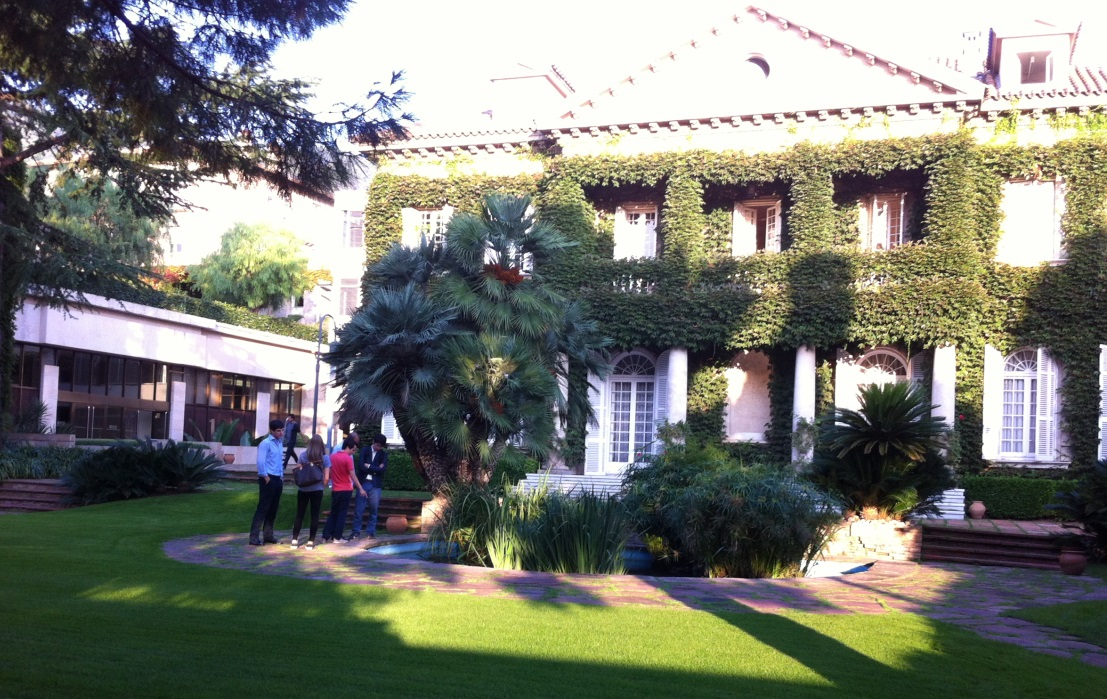
IESE (visión contemporánea)

A finales de la década de 1960, Massó se instaló en Pamplona, donde trabajó como profesor académico en el Instituto de Estudios Superiores de la Empresa (IESE), una prestigiosa escuela de negocios fundada por el Opus Dei en 1958. Fue allí donde él mismo completó el plan de estudios de Alta Dirección, un programa de liderazgo holístico que se ofrece a los principales gerentes corporativos. Finalmente desilusionado con el Opus Dei y con su papel durante el proceso de instalación de Juan Carlos como futuro rey de España, Massó rompió con la organización y se mudó a Barcelona. En su ciudad natal se incorporó a la Universidad Autónoma de Barcelona (UAB), donde se convirtió en catedrático en el Departamento de publicidad de la Facultad de Ciencias de la Información.

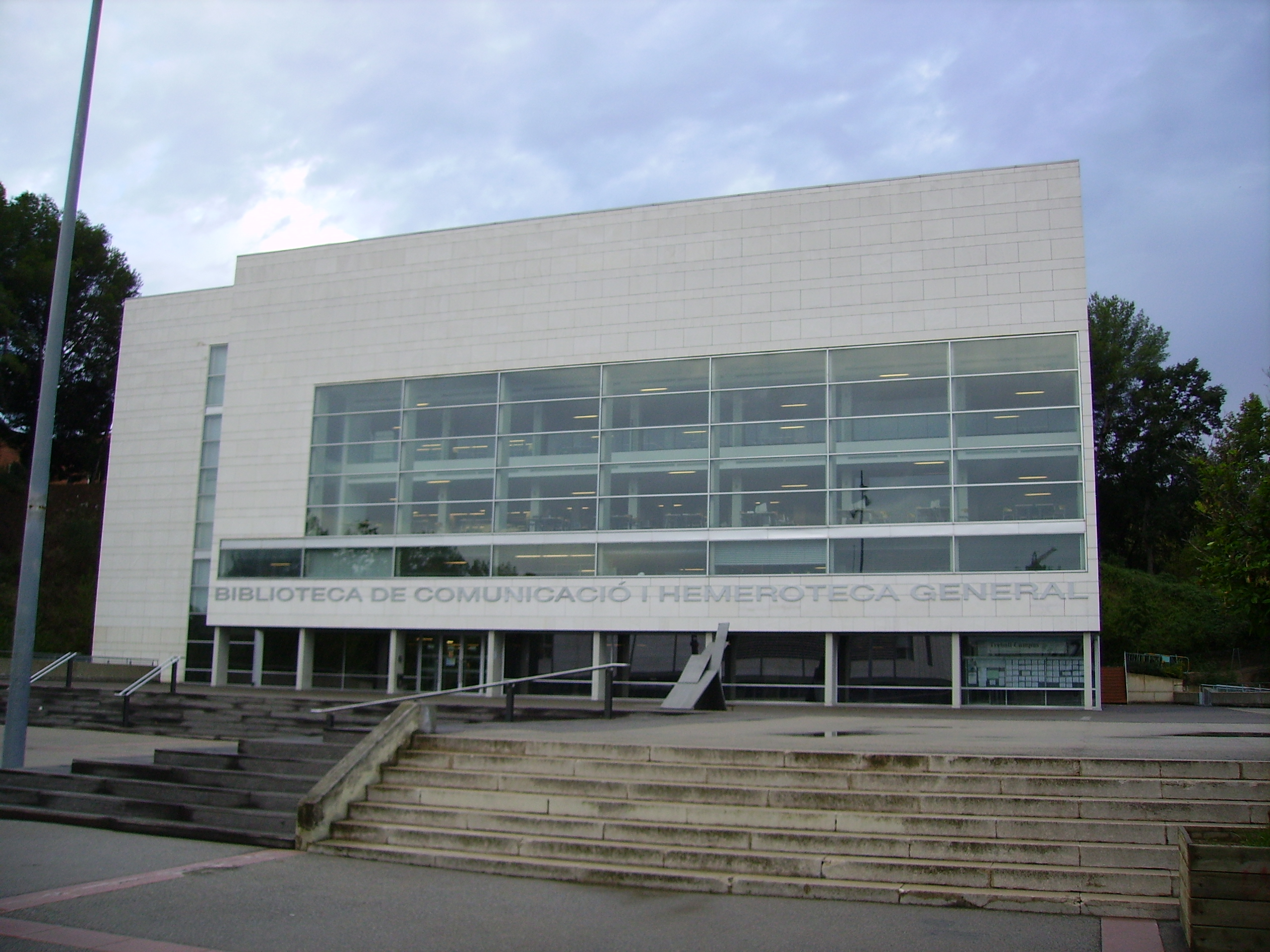
Biblioteca de la UAB

El pequeño folleto de Massó Estrategia para unas extrañas elecciones (1977) le valió el reconocimiento de los medios locales y provocó la cooperación con La Vanguardia; se convirtió en su comentarista clave de política y asuntos públicos (hasta 1984). Massó vivió la mayor parte de la transición española a la democracia no como protagonista sino como testigo, teniendo periódicamente una columna habitual en el número dominical. Como experto en prensa, tuvo cuidado de mantenerse dentro de los límites de la ciencia política y se presentó a sí mismo como un observador académico imparcial, aunque su hostilidad hacia el franquismo y su apoyo a las reformas siguieron siendo evidentes. En general opuesto a la política sectaria, ocasionalmente se refirió a Lenin como una autoridad política. Su comentario también sugirió que Massó en cierto modo soportó la función real de Juan Carlos y su papel en la transición española. A finales de la década de 1970, junto con su antiguo colaborador carlista José Antonio Parilla, se incorporó a la editorial Nono Art y coordinó el trabajo de una popular serie Breu História de Catalunya (1979-1981).

## Experto en comunicación

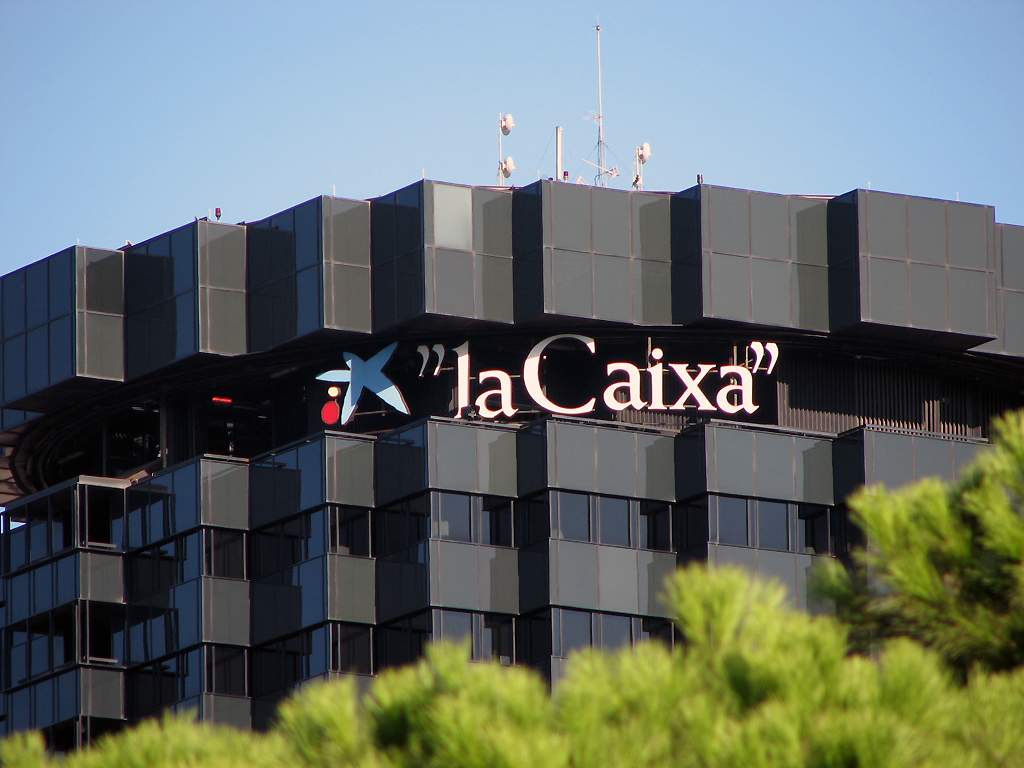
Marca La Caixa

A mediados de la década de 1970, Massó cofundó Alas, una de las primeras agencias de medios en España y se convirtió en director de su sucursal en Barcelona. Aproximadamente al mismo tiempo, lanzó el término "politing", pensado como una fusión de "política" y "marketing" y entendido como un conocimiento especializado (si no una ciencia en sí misma) en la encrucijada de las ciencias sociales, las relaciones públicas y la política . Su obra Introducción al “politing”. Lanzamiento de un aspirante (1976), además de ganar premios oficiales (Premio Markedit, Premio Instituto Nacional de Publicidad), generó también un gran interés entre académicos, políticos y comentaristas. El libro tenía el formato de una conferencia teórica sistemática sobre los conceptos básicos del marketing político, aunque contenía muchas referencias explícitas e implícitas a las experiencias políticas del autor entre 1957 y 1967. El relativo éxito del lanzamiento de Carlos Hugo se convirtió en una de las credenciales clave de Massó como estudioso de las relaciones públicas y como empresario que dirige campañas comerciales (afirma la autoría de la marca La Caixa) y sociales (p. ej., concienciación sobre el cáncer) en los medios. Siguió con otro libro, De la magia a la artesanía: el politing del cambio español (1980), convirtiéndose en un académico reconocido a nivel nacional e impartiendo cursos organizados por la Sociedad Española de Anunciantes, el Instituto Nacional de Publicidad o la Escuela Oficial de Radio y Televisión.

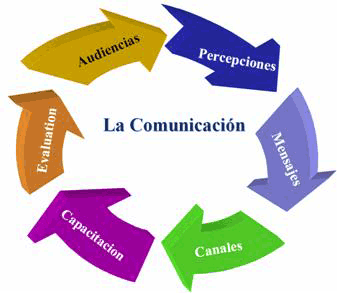
Modelo de comunicación (muestra)

En la década de 1990, Massó cambió su enfoque a los medios con El éxito de la cultura light: Anuncios y noticias (1993) y Noticias frente a hechos: Entender la realidad después de leer los periódicos (1997). Más tarde, amplió su interés al ámbito más amplio de la comunicación pública, centrándose en formas holísticas multidimensionales combinadas y canales de intercambio de información denominados "comunicación integral". Fue cofundador del Institut de Comunicació Integral con sede en Barcelona, una universidad independiente especializada en marketing, comunicaciones de marca y relaciones públicas, y se convirtió en su presidente. ICOMI resultó ser un éxito comercial (aunque no necesariamente científico) y se convirtió en un instituto educativo de moda (incorporado a la Universidad Abad Oliva CEU en 2003). Durante la última década Massó publicó sucesivos libros sobre cultura, comunicación y política: Otro rey para España: crónica del lanzamiento y fracaso de Carlos Hugo (2004), Los últimos días de la Telecracia (con Enrique Nebot, 2009), Nacimiento y muerte de las marcas (con Joaquín García-Lavernia Gil, 2010), Navegando por el cachondeo de la historia (2012) e incluso un libro infantil, La segunda vida de Don Jos Kintana (1999). Mantuvo cuentas de Twitter y Facebook, escasamente activas durante los últimos años de su vida.

## Recepción

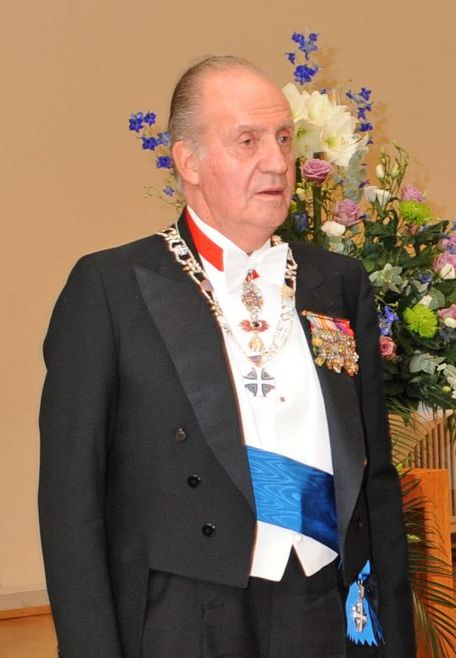
Juan Carlos de Borbón

En los años 90, echando la vista atrás a su pasado político, Massó admitió la derrota a manos de un competitivo grupo de maquiavélicos jugadores del mismo semillero del Opus Dei (especialmente López Rodó), que le superó desmantelando el franquismo con estrategia tecnocrática y con Juan Carlos como una versión mejor comercializada y mejor diseñada de Carlos Hugo. Negó las acusaciones de haber implantado el marxismo en el reino carlista; más bien apuntó a la herencia de Juan Vázquez de Mella, basada en el socialismo y el concepto de sociedad orgánica.
En la historiografía, Massó sigue siendo una figura bastante divisiva y ambigua, con poco acuerdo en cuanto a su papel e intenciones. Algunos historiadores (Payne, Bartyzel) sostienen que desató fuerzas que destruyeron el carlismo o lo convirtieron en su propia antinomia. Algunos historiadores (Clemente, Martorell Pérez) afirman que ayudó a salvaguardar la identidad carlista o al menos contribuyó a enfatizar el carlismo genuino y desviar sus hilos accidentales. Algunos historiadores (MacClancy, Caspistegui Gorasurreta) sugieren que inició el proceso de redirigir el carlismo desde el camino tradicional y ortodoxo hacia una nueva fórmula. Algunos historiadores (Pérez-Nievas) no consideran digno de mención a Massó y presentan a de Zavala como líder del grupo.
Según un grupo de estudios (Martorell Pérez, MacClancy) Massó estaba motivado principalmente por objetivos dinásticos, según otro (Clemente) no era monárquico en absoluto. Hay estudiosos (Bartyzel) que lo consideran un izquierdista radical aproximado al marxismo, hay otros (Clemente) que lo consideran un “tecnócrata neocapitalista”. Ciertas obras (Martorell Pérez, en línea con la narración posterior del propio Masso) presentan a Carlos Hugo como un político inventado y creado por Massó, ciertas obras (Clemente) presentan a Massó como el compinche de Carlos Hugo, útil en una etapa política y a ser reemplazado en la siguiente una. La salida de Massó de la política se explica por el fracaso de su política (Martorell Pérez), por la decisión de Carlos Hugo de sustituirlo (Clemente), por su supuesto enamoramiento de una de las hermanas de Carlos Hugo (Fraga), por las presiones del Opus Dei (Lavardín ), por esfuerzos combinados de enemigos de derecha como Valiente y de izquierda como de Zavala (Pérez Madrigal) o por pura codicia (Zabala).

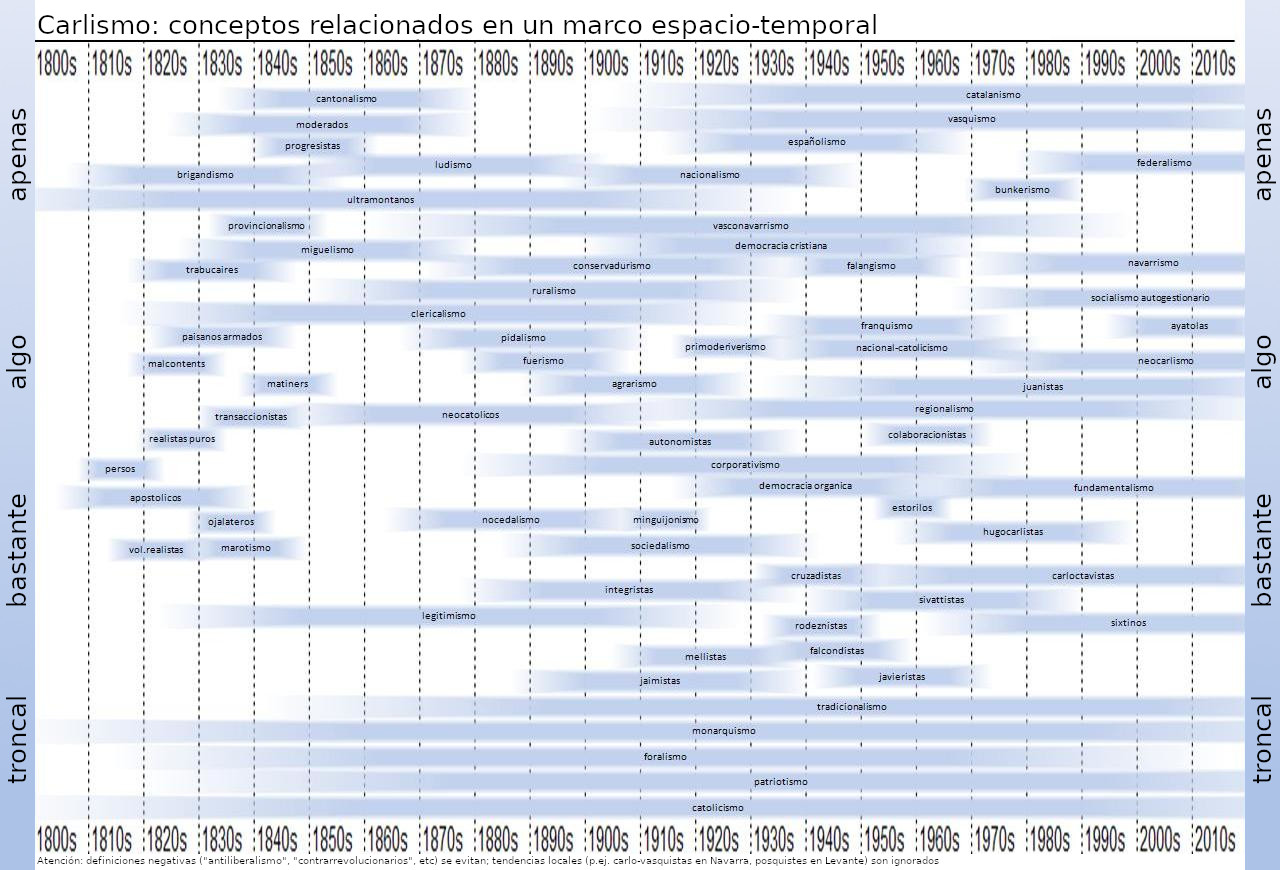
Contexto ideológico carlista; conceptos relacionados representados en un marco espacio-temporal

Una cosa en la que la mayoría de los historiadores están de acuerdo es que Massó resultó fundamental para desmantelar el carlismo tradicionalista (aunque no están de acuerdo si realmente puede existir un carlismo no tradicionalista). Ninguno de los grupúsculos carlistas en activo admite deferencia hacia Massó. Los tradicionalistas (carloctavistas, sixtinos, CTC) tienden a verlo como un renegado, los progresistas (Partido Carlista, javierocarlistas) tienden a verlo simplemente como un antiguo compañero de viaje.
Antes de morir, dedicó su futuro cadáver a la investigación científica y, por lo tanto, no se organizó ningún funeral y no hay tumba. Su muerte fue conocida en algunos sitios web relacionados con el Partido Carlista, aunque no por los principales medios españoles.

## Obras
Destacar algunos de sus libros como:
- De la magia a la artesanía. El politing del cambio español. Barcelona, Kairós, 1980.[4]
- El éxito de la cultura light (anuncios y noticias). Barcelona, 1993.[5]
- La cultura light el éxito de los personajes famosos, los anuncios y las noticias. Barcelona, CIMS 97, 2001.[6]
- Otro rey para España. Carlos Hugo. Éxito (1956-65). Barcelona. 2005[7] donde el autor relata el modelo «monárquico profundamente anticentralista», más federalista, defendido por el pretendiente carlista, Carlos Hugo, frente al aplicado por el rey Juan Carlos I, «representante de la "monarquía liberal".»[2]
- Navegando por el cachondeo de la historia. Barcelona, 2012.[8]